# Gray County (Kansas)
Gray County ist ein County im Bundesstaat Kansas der Vereinigten Staaten. Der Verwaltungssitz (County Seat) ist Cimarron. Das U.S. Census Bureau hat bei der Volkszählung 2020 eine Einwohnerzahl von 5653 ermittelt.

## Geographie
Das County liegt im mittleren Südwesten von Kansas, ist im Süden etwa 55 km von Oklahoma entfernt und hat eine Fläche von 2252 Quadratkilometern. Es grenzt im Uhrzeigersinn an folgende Countys: Finney County, Hodgeman County, Ford County, Meade County und Haskell County.

## Geschichte
Gray County wurde am 13. März 1881 gebildet. Benannt wurde es nach Alfred Gray, einem US-amerikanischen Politiker und späteren Agrarminister.
Drei Bauwerke und Stätten des Countys sind im National Register of Historic Places eingetragen (Stand 29. August 2017).

## Demografische Daten
Nach der Volkszählung im Jahr 2000 lebten im Gray County 5904 Menschen in 2045 Haushalten und 1556 Familien im Gray County. Die Bevölkerungsdichte betrug 3 Einwohner pro Quadratkilometer. Ethnisch betrachtet setzte sich die Bevölkerung zusammen aus 92,31 Prozent Weißen, 0,19 Prozent Afroamerikanern, 0,46 Prozent amerikanischen Ureinwohnern, 0,10 Prozent Asiaten, 0,07 Prozent Bewohnern aus dem pazifischen Inselraum und 5,42 Prozent aus anderen ethnischen Gruppen; 1,46 Prozent stammten von zwei oder mehr Ethnien ab. 9,81 Prozent der Bevölkerung waren spanischer oder lateinamerikanischer Abstammung.
Von den 2045 Haushalten hatten 42,0 Prozent Kinder unter 18 Jahren, die mit ihnen gemeinsam lebten. 67,7 Prozent waren verheiratete, zusammenlebende Paare, 5,6 Prozent waren allein erziehende Mütter und 23,9 Prozent waren keine Familien. 21,2 Prozent aller Haushalte waren Singlehaushalte und in 9,4 Prozent lebten Menschen mit 65 Jahren oder darüber. Die Durchschnittshaushaltsgröße betrug 2,82 und die durchschnittliche Familiengröße betrug 3,31 Personen.
31,6 Prozent der Bevölkerung waren unter 18 Jahre alt. 8,3 Prozent zwischen 18 und 24 Jahre, 27,3 Prozent zwischen 25 und 44 Jahre, 20,2 Prozent zwischen 45 und 64 Jahre und 12,7 Prozent waren 65 Jahre alt oder älter. Das Durchschnittsalter betrug 33 Jahre. Auf 100 weibliche Personen kamen 100,1 männliche Personen. Auf 100 erwachsene Frauen ab 18 Jahren kamen 96,2 Männer.
Das jährliche Durchschnittseinkommen eines Haushalts betrug 40.000 USD, das Durchschnittseinkommen einer Familie betrug 45.299 USD. Männer hatten ein Durchschnittseinkommen von 31.519 USD, Frauen 21.563 USD. Das Prokopfeinkommen betrug 18.632 USD.
6,5 Prozent der Familien und 9,1 Prozent der Bevölkerung lebten unterhalb der Armutsgrenze.

## Sehenswert
Sehenswert ist das Gelände der Florida Power and Light, die entlang des US-Highway 56, im Nordosten von Montezuma, 170 Windenergieanlagen erstellt haben, jede rund 60 m hoch mit drei Rotorblättern, jedes rund 24 m lang. Ebenfalls sehenswert ist der US-Highway 50, der hier im County dem originalen Santa Fe Trail folgt.

## Orte im County
- Charleston
- Cimarron
- Copeland
- Ensign
- Haggard
- Ingalls
- Montezuma
- Wettick

Townships
- Cimarron Township
- Copeland Township
- East Hess Township
- Foote Township
- Ingalls Township
- Logan Township
- Montezuma Township